# Gran Premio del Belgio 1960
Il Gran Premio del Belgio 1960 si svolse domenica 19 giugno 1960 sul circuito di Spa-Francorchamps. La gara fu vinta da Jack Brabham seguito da Bruce McLaren e da Olivier Gendebien, tutti al volante di una Cooper e fu uno dei Gran Premi più tragici della storia della Formula 1.

## Prove
Durante le prove, Stirling Moss perse una ruota in seguito ad un problema tecnico: si schiantò a velocità elevata contro un muro e fu proiettato fuori dalla macchina, perdendo conoscenza. Bruce McLaren fu il primo ad soccorrerlo, interrompendo le sue prove per effettuagli la respirazione bocca a bocca; il pilota si fratturò entrambe le gambe, tre costole e il naso. Più tardi la sessione fu ripresa; la giovane promessa Mike Taylor fu vittima di un grave incidente che pose fine alla sua carriera, schiantandosi contro un albero che nell'urto venne abbattuto, dopo aver perso il controllo della sua monoposto mentre aveva raggiunto la velocità di 250 km all'ora.

## Qualifiche
| Pos | N° | Pilota             | Auto          | Squadra                    | Tempo  | Distacco |
| --- | -- | ------------------ | ------------- | -------------------------- | ------ | -------- |
| 1   | 2  | Jack Brabham       | Cooper-Climax | Cooper Car Company         | 3:50.0 | -        |
| 2   | 38 | Tony Brooks        | Cooper-Climax | Yeoman Credit Racing Team  | 3:52.5 | +2.5     |
| 3   | 12 | Stirling Moss      | Lotus-Climax  | RRC Walker Racing Team     | 3:52.6 | +2.6     |
| 4   | 24 | Phil Hill          | Ferrari       | Scuderia Ferrari           | 3:53.3 | +3.3     |
| 5   | 34 | Olivier Gendebien  | Cooper-Climax | Yeoman Credit Racing Team  | 3:53.5 | +3.5     |
| 6   | 10 | Graham Hill        | BRM           | Owen Racing Organisation   | 3:54.2 | +4.2     |
| 7   | 6  | Jo Bonnier         | BRM           | Owen Racing Organisation   | 3:54.8 | +4.8     |
| 8   | 14 | Innes Ireland      | Lotus-Climax  | Team Lotus                 | 3:55.4 | +5.4     |
| 9   | 36 | Chris Bristow      | Cooper-Climax | Yeoman Credit Racing Team  | 3:56.3 | +6.3     |
| 10  | 18 | Jim Clark          | Lotus-Climax  | Team Lotus                 | 3:57.5 | +7.5     |
| 11  | 26 | Wolfgang von Trips | Ferrari       | Scuderia Ferrari           | 3:57.8 | +7.8     |
| 12  | 8  | Dan Gurney         | BRM           | Owen Racing Organisation   | 3:58.3 | +8.3     |
| 13  | 22 | Willy Mairesse     | Ferrari       | Scuderia Ferrari           | 3:58.9 | +8.9     |
| 14  | 4  | Bruce McLaren      | Cooper-Climax | Cooper Car Company         | 4:00.0 | +10.0    |
| 15  | 32 | Lucien Bianchi     | Cooper-Climax | Equipe Nationale Belge     | 4:00.6 | +10.6    |
| 16  | 28 | Lance Reventlow    | Scarab        | Reventlow Automobiles Inc  | 4:09.7 | +19.7    |
| 17  | 16 | Alan Stacey        | Lotus-Climax  | Team Lotus                 | 4:17.6 | +27.6    |
| 18  | 30 | Chuck Daigh        | Scarab        | Reventlow Automobiles Inc  | 4:18.5 | +28.5    |
| 19  | 20 | Mike Taylor        | Lotus-Climax  | Taylor-Crawley Racing Team | -      | -        |

## Gara

### Resoconto
Durante la gara perse la vita il pilota della Cooper Chris Bristow, uscito di pista alla curva di Burnenville nel corso del 19º giro, morendo decapitato dopo essere stato scaraventato contro un filo spinato. Pochi giri dopo, un altro terribile incidente costò la vita a Alan Stacey, pilota della Lotus che, in un rettilineo molto veloce perse il controllo della monoposto a causa di un cedimento meccanico, venendo sbalzato fuori dall'abitacolo e morendo istantaneamente.

### Risultati
I risultati del GP sono stati i seguenti:
| Pos | N° | Pilota             | Costruttore/Motore | Giri | Tempo/Ritiro      | Griglia | Punti |
| --- | -- | ------------------ | ------------------ | ---- | ----------------- | ------- | ----- |
| 1   | 2  | Jack Brabham       | Cooper-Climax      | 36   | 2:21:37.3         | 1       | 8     |
| 2   | 4  | Bruce McLaren      | Cooper-Climax      | 36   | + 1:03.3          | 14      | 6     |
| 3   | 34 | Olivier Gendebien  | Cooper-Climax      | 35   | +1 giro           | 5       | 4     |
| 4   | 24 | Phil Hill          | Ferrari            | 35   | +1 giro           | 4       | 3     |
| 5   | 18 | Jim Clark          | Lotus-Climax       | 34   | +2 giri           | 10      | 2     |
| 6   | 32 | Lucien Bianchi     | Cooper-Climax      | 28   | +8 giri           | 15      | 1     |
| Rit | 10 | Graham Hill        | BRM                | 35   | Motore            | 6       |       |
| Rit | 16 | Alan Stacey        | Lotus-Climax       | 24   | Incidente mortale | 17      |       |
| Rit | 22 | Willy Mairesse     | Ferrari            | 23   | Trasmissione      | 13      |       |
| Rit | 26 | Wolfgang von Trips | Ferrari            | 22   | Trasmissione      | 11      |       |
| Rit | 36 | Chris Bristow      | Cooper-Climax      | 19   | Incidente mortale | 9       |       |
| Rit | 30 | Chuck Daigh        | Scarab             | 16   | Motore            | 18      |       |
| Rit | 6  | Jo Bonnier         | BRM                | 14   | Motore            | 7       |       |
| Rit | 14 | Innes Ireland      | Lotus-Climax       | 13   | Incidente         | 8       |       |
| Rit | 8  | Dan Gurney         | BRM                | 4    | Motore            | 12      |       |
| Rit | 38 | Tony Brooks        | Cooper-Climax      | 2    | Cambio            | 2       |       |
| Rit | 28 | Lance Reventlow    | Scarab             | 1    | Motore            | 16      |       |
| NP  | 12 | Stirling Moss      | Lotus-Climax       | 0    | Incidente         | 3       |       |
| NP  | 20 | Mike Taylor        | Lotus-Climax       | 0    | Incidente         | 19      |       |

## Statistiche

### Piloti
- 4ª vittoria per Jack Brabham
- 1° podio per Olivier Gendebien
- 1° e unico giro più veloce per Innes Ireland
- 1º Gran Premio per Willy Mairesse
- Ultimo Gran Premio per Alan Stacey, Chris Bristow e Mike Taylor

### Costruttori
- 10ª vittoria per la Cooper
- 30º giro più veloce per la Ferrari

### Motori
- 11ª vittoria per il motore Climax
- 10º giro più veloce per il motore Climax
- 30º giro più veloce per il motore Ferrari

### Giri al comando
- Jack Brabham (1-36)

## Classifiche Mondiali

### Piloti
| Pos | Pilota             | Punti |
| --- | ------------------ | ----- |
| 1   | Bruce McLaren      | 20    |
| 2   | Jack Brabham       | 16    |
| 3   | Stirling Moss      | 11    |
| 4   | Jim Rathmann       | 8     |
| 5   | Innes Ireland      | 7     |
|     | Phil Hill          | 7     |
| 7   | Rodger Ward        | 6     |
|     | Cliff Allison      | 6     |
| 9   | Wolfgang von Trips | 4     |
|     | Graham Hill        | 4     |
|     | Paul Goldsmith     | 4     |
|     | Olivier Gendebien  | 4     |
| 13  | Carlos Menditeguy  | 3     |
|     | Tony Brooks        | 3     |
|     | Don Branson        | 3     |
| 16  | Johnny Thomson     | 2     |
|     | Jim Clark          | 2     |
|     | Jo Bonnier         | 2     |
|     | Richie Ginther     | 2     |
| 20  | Eddie Johnson      | 1     |
|     | Lucien Bianchi     | 1     |

### Costruttori
| Pos | Team            | Punti |
| --- | --------------- | ----- |
| 1   | Cooper-Climax   | 30    |
| 2   | Lotus-Climax    | 17    |
| 3   | Ferrari         | 15    |
| 4   | BRM             | 6     |
| 5   | Cooper-Maserati | 3     |